# Ernst von Ratzeburg
Ernst von Ratzeburg o Ernst von Rassburg, (in tedesco Ernst von Rassburch, latinizzato Ernestus von Rassburch) (... – Aizkraukle, 5 marzo 1279) fu Gran Maestro dell'Ordine livoniano dal 1274 alla morte nella Battaglia di Aizkraukle.

## Biografia

### Prima di diventare Gran Maestro
Originario del centro abitato di Rassburg (20 km a sud di Lubecca), la sua famiglia copriva il ruolo di ministeriale. Dopo che il Maestro Walter von Nordeck lasciò la Livonia per via delle sue condizioni di salute, il Gran maestro dell'Ordine teutonico Hartmann von Helderungen, nel 1274, nominò "Fratello Ernst come 'Maestro', perché dà impressione di essere umile e cortese, fedele alla sua stessa terra, e ha saputo mantenere la sua integrità per tutto il tempo in cui ha servito il vecchio Landmaster".

### Operazioni avviate da von Ratzeburg
Il nuovo Landmeister di Livonia decise di colmare una lacuna nelle linee difensive. Chiese e ottenne rinforzi dalla Prussia per una trasformazione sistematica della Semgallia. Come prima operazione, acquisì alcuni castelli strategici nella regione, assicurandosi così il controllo della strada verso la Lituania.
I Cavalieri attaccarono la Semgallia e, nel 1275, costruirono il castello di Dunaburg (Daugavpils) su terre precedentemente controllate da Traidenis, Granduca di Lituania; posta a sud del fiume Daugava, la fortezza divenne di grande importanza strategica nello Stato monastico dei cavalieri teutonici: i Cavalieri di Livonia intendevano utilizzarla come base da cui lanciare attacchi contro importanti insediamenti lituani.
Il Landmeister rese in tal modo impossibile per i lituani concentrare le risorse su un solo fronte. Con la minaccia di attaccare verso la moderna Lituania settentrionale, l'Ordine di Livonia aveva messo i pagani in una condizione difficile: la speranza era che Daugavpils potesse fungere anche da deterrente, interrompendo il sostegno dei Semigalli fedeli al Granduca.
Nel 1278, il Granduca di Lituania Traidenis si spinse verso nord e assediò il castello teutonico di Dunaburg per un mese: nonostante l'impiego di quattro catapulte utilizzate per lanciare pietre, non fu in grado di catturare la fortezza e dovette ritirarsi. Questo fu il momento in cui Namejs, sovrano di Semgallia, organizzò un attacco per riconquistare Tervete. In precedenza, i Cavalieri di Livonia avevano riposto fiducia in Nameisis, credendo fosse dalla loro parte e potesse scatenare lotte intestine: tuttavia, egli attaccò i crociati ed espugnò Tervete, uccidendo i difensori.
Poco dopo, i Cavalieri di Livonia provenienti da Kuldiga attaccarono Dobele, in Semgallia. I Semgalli respinsero gli attaccanti con l'aiuto di Namejs, ma alla fine Dobele fu catturata.
Sulla via del ritorno, i Cavalieri vennero seguiti da un piccolo contingente di truppe del Granduca lituano Traidenis, che però non attaccarono e preferirono attendere il momento opportuno per prenderli di sorpresi. Giunto in Semgallia, Ernst von Rassburg, sentendosi ormai al sicuro, mandò a casa la maggior parte dei guerrieri con la loro parte di bottino.

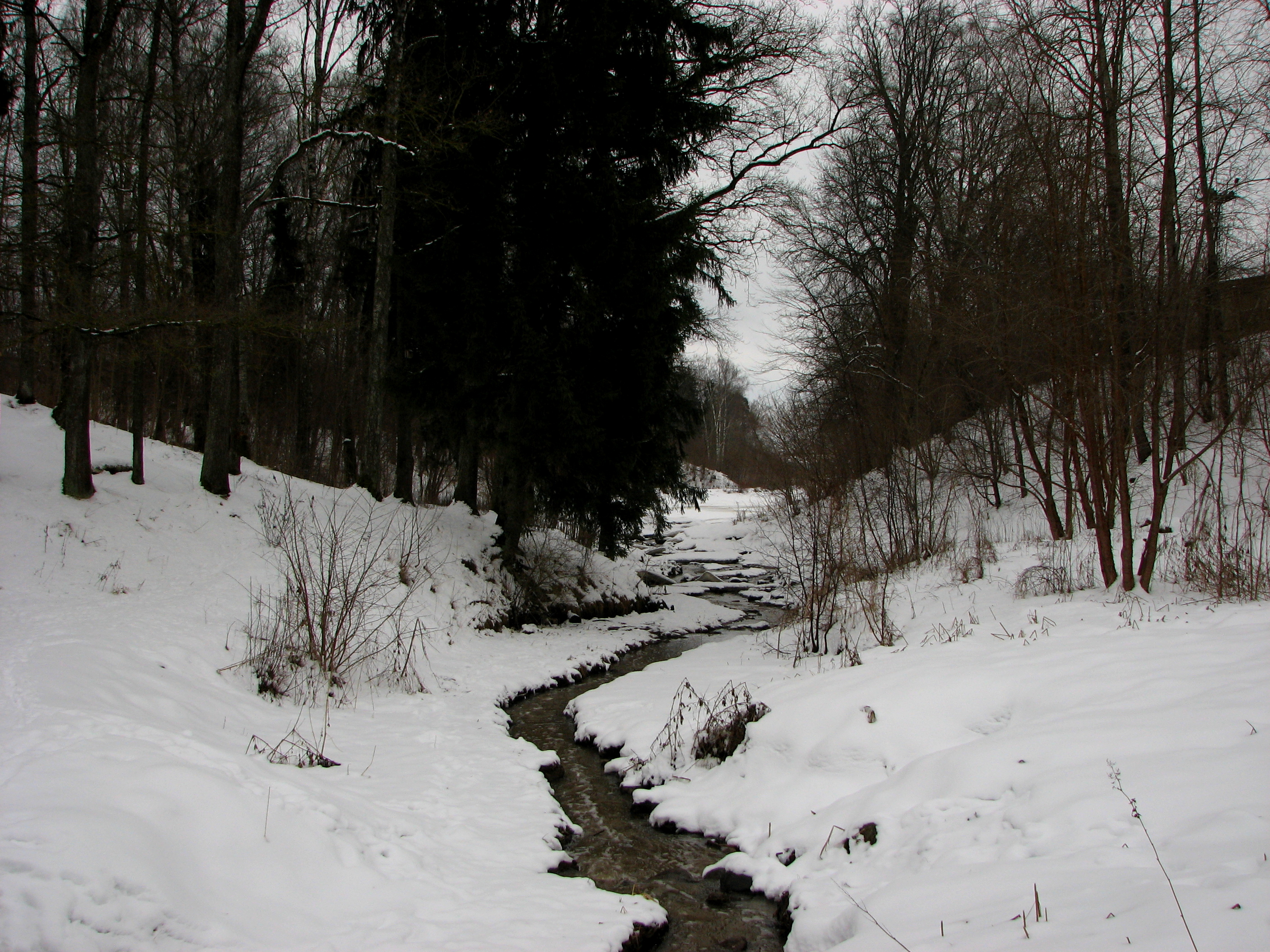
La foresta di Aizkraukle, dove si tenne l'omonima battaglia nel 1279

Il 5 marzo 1279, i lituani di Traidenis assieme ai semgalli di Nameisis, attaccarono i crociati e li sconfissero nei pressi di Aizkraukle. Morirono 71 Cavalieri di Livonia, un grosso contingente di cavalieri estoni, il Landmeister di Livonia Ernst von Rassburg (il terzo Gran Maestro ad essere ucciso da Traidenis) ed Eilart von Hoberg, il Komtur dei Cavalieri Teutonici nell'Estonia Danese. Ancora una volta, i Semgalli si ribellarono ed rifiutarono la religione cristiana.
Dopo questa battaglia Nameisis, Duca di Semgallia, riconobbe Traidenis come suo sovrano. I Cavalieri di Livonia cedettero Dunaburg in cambio dei prigionieri, dopo aver perso diversi castelli in Semgallia. A Goldingen (Kuldiga) fu tollerata la presenza di una piccola comunità cristiana ancora presente nella regione.
L'Ordine perse tutto quello che aveva conquistato nel corso dei sei anni precedenti: la sconfitta inoltre incoraggiò i semgalli a ribellarsi, disposti ad accettare la convivenza nel Granducato di Lituania.